# Torna a 2012. évi nyári olimpiai játékokon
A 2012. évi nyári olimpiai játékokon a tornában tizennyolc versenyszámot rendeztek, a nyolc hagyományos szertorna szám mellett trambulin is szerepelt a férfiaknál, a nőknél hat hagyományos, két ritmikus gimnasztika szám mellett trambulin is szerepelt. A versenyeket július 28. és augusztus 7. között rendezték.
A magyar versenyzők közül Berki Krisztián aranyérmet nyert lólengésben.

## Összesített éremtáblázat
(A táblázatokban Magyarország és a rendező nemzet sportolói eltérő háttérszínnel, az egyes számoszlopok legmagasabb értéke vagy értékei vastagítással kiemelve.)
| A 2012. évi nyári olimpiai játékok éremtáblázata tornában | A 2012. évi nyári olimpiai játékok éremtáblázata tornában | A 2012. évi nyári olimpiai játékok éremtáblázata tornában | A 2012. évi nyári olimpiai játékok éremtáblázata tornában | A 2012. évi nyári olimpiai játékok éremtáblázata tornában | Olimpia  |
| --------------------------------------------------------- | --------------------------------------------------------- | --------------------------------------------------------- | --------------------------------------------------------- | --------------------------------------------------------- | -------- |
|                                                           | Ország                                                    | Arany                                                     | Ezüst                                                     | Bronz                                                     | Összesen |
| 1.                                                        | Kína (CHN)                                                | 5                                                         | 4                                                         | 3                                                         | 12       |
| 2.                                                        | Oroszország (RUS)                                         | 3                                                         | 5                                                         | 4                                                         | 12       |
| 3.                                                        | Egyesült Államok (USA)                                    | 3                                                         | 1                                                         | 2                                                         | 6        |
| 4.                                                        | Japán (JPN)                                               | 1                                                         | 2                                                         | 0                                                         | 3        |
| 5.                                                        | Románia (ROU)                                             | 1                                                         | 1                                                         | 1                                                         | 3        |
| 6.                                                        | Brazília (BRA)                                            | 1                                                         | 0                                                         | 0                                                         | 1        |
| 6.                                                        | Dél-Korea (KOR)                                           | 1                                                         | 0                                                         | 0                                                         | 1        |
| 6.                                                        | Hollandia (NED)                                           | 1                                                         | 0                                                         | 0                                                         | 1        |
| 6.                                                        | Kanada (CAN)                                              | 1                                                         | 0                                                         | 0                                                         | 1        |
| 6.                                                        | Magyarország (HUN)                                        | 1                                                         | 0                                                         | 0                                                         | 1        |
|                                                           |                                                           |                                                           |                                                           |                                                           |          |
| 11.                                                       | Németország (GER)                                         | 0                                                         | 3                                                         | 0                                                         | 3        |
| 12.                                                       | Nagy-Britannia (GBR)                                      | 0                                                         | 1                                                         | 3                                                         | 4        |
| 13.                                                       | Fehéroroszország (BLR)                                    | 0                                                         | 1                                                         | 1                                                         | 2        |
|                                                           |                                                           |                                                           |                                                           |                                                           |          |
| 14.                                                       | Olaszország (ITA)                                         | 0                                                         | 0                                                         | 2                                                         | 2        |
| 15.                                                       | Franciaország (FRA)                                       | 0                                                         | 0                                                         | 1                                                         | 1        |
| 15.                                                       | Ukrajna (UKR)                                             | 0                                                         | 0                                                         | 1                                                         | 1        |
|                                                           |                                                           |                                                           |                                                           |                                                           |          |
| Összesen                                                  | Összesen                                                  | 18                                                        | 18                                                        | 18                                                        | 54       |

## Férfi

### Éremtáblázat
| A 2012. évi nyári olimpiai játékok éremtáblázata férfi tornában | A 2012. évi nyári olimpiai játékok éremtáblázata férfi tornában | A 2012. évi nyári olimpiai játékok éremtáblázata férfi tornában | A 2012. évi nyári olimpiai játékok éremtáblázata férfi tornában | A 2012. évi nyári olimpiai játékok éremtáblázata férfi tornában | Olimpia  |
| --------------------------------------------------------------- | --------------------------------------------------------------- | --------------------------------------------------------------- | --------------------------------------------------------------- | --------------------------------------------------------------- | -------- |
|                                                                 | Ország                                                          | Arany                                                           | Ezüst                                                           | Bronz                                                           | Összesen |
| 1.                                                              | Kína (CHN)                                                      | 4                                                               | 1                                                               | 2                                                               | 7        |
| 2.                                                              | Japán (JPN)                                                     | 1                                                               | 2                                                               | 0                                                               | 3        |
| 3.                                                              | Brazília (BRA)                                                  | 1                                                               | 0                                                               | 0                                                               | 1        |
| 3.                                                              | Dél-Korea (KOR)                                                 | 1                                                               | 0                                                               | 0                                                               | 1        |
| 3.                                                              | Hollandia (NED)                                                 | 1                                                               | 0                                                               | 0                                                               | 1        |
| 3.                                                              | Magyarország (HUN)                                              | 1                                                               | 0                                                               | 0                                                               | 1        |
|                                                                 |                                                                 |                                                                 |                                                                 |                                                                 |          |
| 7.                                                              | Németország (GER)                                               | 0                                                               | 3                                                               | 0                                                               | 3        |
| 8.                                                              | Oroszország (RUS)                                               | 0                                                               | 2                                                               | 1                                                               | 3        |
| 9.                                                              | Nagy-Britannia (GBR)                                            | 0                                                               | 1                                                               | 2                                                               | 3        |
|                                                                 |                                                                 |                                                                 |                                                                 |                                                                 |          |
| 10.                                                             | Egyesült Államok (USA)                                          | 0                                                               | 0                                                               | 1                                                               | 1        |
| 10.                                                             | Franciaország (FRA)                                             | 0                                                               | 0                                                               | 1                                                               | 1        |
| 10.                                                             | Olaszország (ITA)                                               | 0                                                               | 0                                                               | 1                                                               | 1        |
| 10.                                                             | Ukrajna (UKR)                                                   | 0                                                               | 0                                                               | 1                                                               | 1        |
|                                                                 |                                                                 |                                                                 |                                                                 |                                                                 |          |
| Összesen                                                        | Összesen                                                        | 9                                                               | 9                                                               | 9                                                               | 27       |

### Érmesek
| A 2012. évi nyári olimpiai játékok érmesei férfi tornában | |         |                                                                                                 |         |                                                                                                  |         |
| Versenyszám                                               | Arany | Arany   | Ezüst                                                                                           | Ezüst   | Bronz                                                                                            | Bronz   |
| Gyűrű                                                     | Arthur Zanetti · Brazília (BRA) | 15,900  | Csen Ji-ping (Chen Yibing) · Kína (CHN)                                                         | 15,800  | Matteo Morandi · Olaszország (ITA)                                                               | 15,733  |
| Korlát                                                    | Feng Csö (Feng Zhe) · Kína (CHN) | 15,966  | Marcel Nguyen · Németország (GER)                                                               | 15,800  | Hamilton Sabot · Franciaország (FRA)                                                             | 15,566  |
| Lólengés                                                  | Berki Krisztián · Magyarország (HUN) | 16,066  | Louis Smith · Nagy-Britannia (GBR)                                                              | 16,066  | Max Whitlock · Nagy-Britannia (GBR)                                                              | 15,600  |
| Nyújtó                                                    | Epke Zonderland · Hollandia (NED) | 16,533  | Fabian Hambüchen · Németország (GER)                                                            | 16,400  | Cou Kaj (Zou Kai) · Kína (CHN)                                                                   | 16,366  |
| Talaj                                                     | Cou Kaj (Zou Kai) · Kína (CHN) | 15,933  | Ucsimura Kóhei · Japán (JPN)                                                                    | 15,800  | Gyenyisz Abljazin · Oroszország (RUS)                                                            | 15,800  |
| Ugrás                                                     | Jang Hakszon (Yang Hak-seon) · Dél-Korea (KOR) | 16,533  | Gyenyisz Abljazin · Oroszország (RUS)                                                           | 16,399  | Ihor Ragyivilov · Ukrajna (UKR)                                                                  | 16,316  |
| Egyéni összetett                                          | Ucsimura Kóhei · Japán (JPN) | 92,690  | Marcel Nguyen · Németország (GER)                                                               | 91,031  | Danell Leyva · Egyesült Államok (USA)                                                            | 90,698  |
| Csapat összetett                                          | Kína (CHN) · Cou Kaj (Zou Kai) · Csang Cseng-lung (Zhang Chenglong) · Csen Ji-ping (Chen Yibing) · Feng Csö (Feng Zhe) · Kuo Vej-jang (Guo Weiyang) | 275,997 | Japán (JPN) · Jamamuro Kódzsi · Kató Rjóhei · Tanaka Júszuke · Tanaka Kazuhito · Ucsimura Kóhei | 271,952 | Nagy-Britannia (GBR) · Sam Oldham · Daniel Purvis · Louis Smith · Kristian Thomas · Max Whitlock | 271,711 |

## Női

### Éremtáblázat
| A 2012. évi nyári olimpiai játékok éremtáblázata női tornában | A 2012. évi nyári olimpiai játékok éremtáblázata női tornában | A 2012. évi nyári olimpiai játékok éremtáblázata női tornában | A 2012. évi nyári olimpiai játékok éremtáblázata női tornában | A 2012. évi nyári olimpiai játékok éremtáblázata női tornában | Olimpia  |
| ------------------------------------------------------------- | ------------------------------------------------------------- | ------------------------------------------------------------- | ------------------------------------------------------------- | ------------------------------------------------------------- | -------- |
|                                                               | Ország                                                        | Arany                                                         | Ezüst                                                         | Bronz                                                         | Összesen |
| 1.                                                            | Oroszország (RUS)                                             | 3                                                             | 3                                                             | 3                                                             | 9        |
| 2.                                                            | Egyesült Államok (USA)                                        | 3                                                             | 1                                                             | 1                                                             | 5        |
| 3.                                                            | Kína (CHN)                                                    | 1                                                             | 3                                                             | 1                                                             | 5        |
| 4.                                                            | Románia (ROU)                                                 | 1                                                             | 1                                                             | 1                                                             | 3        |
| 5.                                                            | Kanada (CAN)                                                  | 1                                                             | 0                                                             | 0                                                             | 1        |
|                                                               |                                                               |                                                               |                                                               |                                                               |          |
| 6.                                                            | Fehéroroszország (BLR)                                        | 0                                                             | 1                                                             | 1                                                             | 2        |
|                                                               |                                                               |                                                               |                                                               |                                                               |          |
| 7.                                                            | Nagy-Britannia (GBR)                                          | 0                                                             | 0                                                             | 1                                                             | 1        |
| 7.                                                            | Olaszország (ITA)                                             | 0                                                             | 0                                                             | 1                                                             | 1        |
|                                                               |                                                               |                                                               |                                                               |                                                               |          |
| Összesen                                                      | Összesen                                                      | 9                                                             | 9                                                             | 9                                                             | 27       |

### Érmesek
| A 2012. évi nyári olimpiai játékok érmesei női tornában | |         | |         |                                                                                                  |         |
| Versenyszám                                             | Arany | Arany   | Ezüst | Ezüst   | Bronz                                                                                            | Bronz   |
| Gerenda                                                 | Teng Lin-lin (Deng Linlin) · Kína (CHN)                                                                      | 15,600  | Szuj Lu (Sui Lu) · Kína (CHN)                                                                                           | 15,500  | Alexandra Raisman · Egyesült Államok (USA)                                                       | 15,066  |
| Felemás korlát                                          | Alija Musztafina · Oroszország (RUS)                                                                         | 16,133  | Ho Ko-hszin (He Kexin) · Kína (CHN)                                                                                     | 15,933  | Beth Tweddle · Nagy-Britannia (GBR)                                                              | 15,916  |
| Ugrás                                                   | Sandra Izbașa · Románia (ROU)                                                                                | 15,191  | McKayla Maroney · Egyesült Államok (USA)                                                                                | 15,083  | Marija Paszeka · Oroszország (RUS)                                                               | 15,050  |
| Talaj                                                   | Alexandra Raisman · Egyesült Államok (USA)                                                                   | 15,600  | Cătălina Ponor · Románia (ROU)                                                                                          | 15,200  | Alija Musztafina · Oroszország (RUS)                                                             | 14,900  |
| Egyéni összetett                                        | Gabrielle Douglas · Egyesült Államok (USA)                                                                   | 62,232  | Viktorija Komova · Oroszország (RUS)                                                                                    | 61,973  | Alija Musztafina · Oroszország (RUS)                                                             | 59,566  |
| Csapat összetett                                        | Egyesült Államok (USA) · Gabrielle Douglas · McKayla Maroney · Alexandra Raisman · Kyla Ross · Jordyn Wieber | 183,596 | Oroszország (RUS) · Kszenyija Afanaszjeva · Anasztaszija Grisina · Viktorija Komova · Alija Musztafina · Marija Paszeka | 178,530 | Románia (ROU) · Diana Bulimar · Diana Chelaru · Larisa Iordache · Sandra Izbașa · Cătălina Ponor | 176,414 |

## Ritmikus gimnasztika
| A 2012. évi nyári olimpiai játékok érmesei ritmikus gimnasztikában | |         | |         | |         |
| Versenyszám                                                        | Arany | Arany   | Ezüst | Ezüst   | Bronz | Bronz   |
| Egyéni                                                             | Jevgenyija Kanajeva · Oroszország (RUS) | 116,900 | Darja Dmitrijeva · Oroszország (RUS) | 114,500 | Ljubov Csarkasina · Fehéroroszország (BLR)                                                                                   | 111,700 |
| Csapat                                                             | Oroszország (RUS) · Anasztaszija Bliznyuk · Uljana Donszkova · Kszenyija Dudkina · Alina Makarenko · Anasztaszija Nazarenko · Karolina Szevasztyjanova | 57,000  | Fehéroroszország (BLR) · Marina Hancsarova · Nasztasszja Ivankova · Natallja Lescsik · Aljakszandra Narkevics · Kszenyija Szankovics · Alina Tumilovics | 55,500  | Olaszország (ITA) · Elisa Blanchi · Romina Laurito · Marta Pagnini · Elisa Santoni · Anzhelika Savrayuk · Andreea Stefanescu | 55,450  |

## Trambulin
| A 2012. évi nyári olimpiai játékok érmesei trambulinban |                                    |        |                                    |        |                           |        |
| Versenyszám                                             | Arany                              | Arany  | Ezüst                              | Ezüst  | Bronz                     | Bronz  |
| Férfi                                                   | Tung Tung · Kína (CHN)             | 62,990 | Dmitrij Usakov · Oroszország (RUS) | 61,769 | Lu Csun-lung · Kína (CHN) | 61,319 |
| Női                                                     | Rosannagh MacLennan · Kanada (CAN) | 57,305 | Huang San-san · Kína (CHN)         | 56,730 | He Ven-na · Kína (CHN)    | 55,950 |